# Henri Uhlig
Henri Uhlig (Regensburg, 1 augustus 2001) is een Duits wielrenner die in 2024 prof werd bij Alpecin-Deceuninck.

## Carrière
Als derdejaars belofte tekende Uhlig een contract bij de opleidingsploeg van Alpecin-Fenix. Namens die ploeg won hij in 2022 de Gran Premio della Liberazione en de openingsrit in de Alpes Isère Tour. In zijn tweede jaar bij de ploeg werd hij onder meer derde in Gent-Wevelgem voor beloften en tweede in het eindklassement van de Baltic Chain Tour, waar hij de tweede etappe won.
In 2024 werd Uhlig prof bij Alpecin-Deceuninck, dat hem overhevelde vanuit hun opleidingsploeg. Zijn eerste wedstrijd dat seizoen was de Ronde van Antalya, waar hij in de tweede etappe, als drager van de bergtrui, naar de derde plek sprintte.

## Overwinningen
2022
Gran Premio della Liberazione
1e etappe Alpes Isère Tour
2023
2e etappe Baltic Chain Tour
Punten- en jongerenklassement Baltic Chain Tour

### Resultaten in voornaamste wedstrijden
|      | \| Jaar \| Amstel Gold Race \| Clásica San Sebastián \| \| ---- \| ---------------- \| --------------------- \| \| 2025 \| opgave \| opgave \| |                       |
| Jaar | Amstel Gold Race | Clásica San Sebastián |
| 2025 | opgave | opgave                |

### Resultaten in kleinere rondes
| Jaar | Tour Down Under | Ronde van de VAE | Ronde van Catalonië | Ronde van Romandië |
| ---- | --------------- | ---------------- | ------------------- | ------------------ |
| 2024 |                 | 43e              | 114e                |                    |
| 2025 | 62e             |                  |                     | opgave             |

## Ploegen
- 2020 –  Rad-net Rose Team
- 2021 –  Rad-net Rose Team
- 2022 –  Alpecin-Deceuninck Development Team[a]
- 2023 –  Alpecin-Deceuninck Development Team
- 2024 –  Alpecin-Deceuninck
- 2025 –  Alpecin-Deceuninck

Ballerstedt · Bayer · Boven · Conci · Dillier · Gaze · Ghys · Gogl · Groves · Hermans · Hollmann · Janssens · Kielich · Kragh Andersen · Laurance · Leysen · Meurisse · Osborne · Philipsen · Planckaert · Plowright · Rickaert · Riesebeek · Sinkeldam · Uhlig · Van Den Bossche · van der Poel  · Van Tricht · Vergallito · Vermeersch
Bayer · Boven · Debruyne · Dehairs · Del Grosso · Dillier · Gaze · Ghys · Glivar · Gogl · Groves · Hermans · Hollmann · Janssens · Kielich · Meurisse · Philipsen · Planckaert · Plowright · Price-Pejtersen · Rickaert · Riesebeek · Uhlig · Van Den Bossche · van der Poel · Van Tricht · Vergallito · Vermeersch